# Dingzhou
Dingzhou léase Ding-Zhóu (en chino simplificado, 定州市; pinyin, Dìngzhōu shì) es una municipio  bajo la administración directa de la ciudad-prefectura de Baoding. Se ubica en la provincia de Hebei, este de la República Popular China. Su área es de 58 km² y su población total para 2010 fue más de 1 millón habitantes.

## Administración
El municipio de Dingzhou se divide en 25 pueblos que se administran en 3 subdistritos, 17 poblados y 5 villas.